# Grécia no Festival Eurovisão da Canção 2010
A Grécia foi o terceiro país a confirmar a sua presença no Festival Eurovisão da Canção 2010, a 24 de Abril de 2009. Com esta participação, a Grécia realiza a sua trigésima primeira participação no Festival Eurovisão da Canção. Para eleger o seu representante, a Grécia ainda não confirmou se irá utilizar um novo sistema ou se irá utilizar o mesmo sistema do ano passado, que consistiu em escolher o representante internamente, e a realização de um programa televisivo para a escolha de uma entre três músicas. No último ano, em 2009, a Grécia conseguiu alcançar o 7º lugar (entre 25), com 120 votos.